# Questão polar
Em linguística, uma "questão sim-não", formalmente conhecida como questão polar, é uma questão cuja resposta esperada é "sim" ou "não". Formalmente, elas apresentam uma disjunção exclusiva, um par de alternativas, das quais apenas uma é aceitável. Na prática essas perguntas podem ser formadas como as de formulários (por exemplo, "você vai estar aqui amanhã?" e "você não estar aqui amanhã?").
Questão polar está em contraste com a não-polar wh-questions, com os cinco Ws (de questões em inglês), que não necessariamente apresentam uma série de alternativas de respostas, ou necessariamente, restringir o intervalo para duas alternativas. (Perguntas começando com "which" (do inglês "que"), por exemplo, muitas vezes pressupõem um conjunto de várias alternativas, das quais uma está a ser desenhada.)

## Como tais questões são colocadas
Questão polar é formada de várias formas, em vários idiomas. Em inglês, uma ordem de palavra especial (verbo–sujeito–objeto) é usada para formar perguntas polares (yes-no questions). Em groelandês, uma questão polar é formada com um verbo especial. Em latim questão polar é indicada pela adição de uma "gramaticais de partículas" especial,  ou um enclitic. Em alguns idiomas, como em grego, português, e o Jakaltek, a única forma de distinguir uma questão polar a partir de uma simples declarativa está na questão de entonação usada quando dizendo a pergunta. (Essas questões são rotuladas "perguntas declarativas" e também estão disponíveis como uma opção nas mesmas línguas que têm outras maneiras de perguntar usando questão polar) O uso da questão de entonação em questão polar é um dos problemas universais da linguagem humana.
Em latim, a partícula -ne (por vezes apenas "-n" em latim Antigo) pode ser adicionado para o enfático palavra para transformar uma declaração em uma questão polar. Ele normalmente forma uma questão neutra, o que implica nem resposta (exceto quando o contexto torna claro que a resposta deve ser). Por exemplo:
- Tu id veritus es
"Você temia."
- Tu-nē id veritus es?
"Você tem medo de que?"

Em Esperanto, a palavra ĉu adicionado ao início de uma instrução torna um polar questão.
- Vi estas blua.
"Você é azul."
- Ĉu vi estas blua?
"Você é azul?"

Questão polar também é formada em latim com nonne implica que o interrogador pensa que a resposta seja afirmativa, e com núm implica que o interrogador pensa que a resposta seja negativa.
Em Chinês questão polar tipicamente, tem uma forma A-not-A. A resposta resultante é geralmente uma echo response.

## Ambiguidades
Há um equívoco em inglês se determinadas questões, na verdade, são polares em primeiro lugar. Sintaticamente idênticas as perguntas podem ser semanticamente diferentes. Ele pode ser visto por considerar o seguinte ambíguo exemplo:
- Did John play chess or checkers? (John joga xadrez ou damas?)

A questão poderia ser um polar ou poderia ser uma questão de escolha (também chamado de questão alternativa). Ele poderia estar se perguntando se John jogou qualquer um dos jogos, para que a resposta seja sim ou não; ou poderia estar perguntando a pergunta de escolha (que não tem um sim–sem resposta) do que de entre os dois jogos  (com o pressuposto de que ele desempenhou um ou outro), para o qual a resposta é o nome do jogo. Outra ambíguo pergunta é: "você gostaria de uma maçã ou uma laranja?", para o qual as respostas podem ser "Uma maçã", "laranja", "Sim" e "Não", dependendo de se a questão é vista como uma questão de escolha ou um sim, sem dúvida. ("Sim." resposta envolve uma ambiguidade, discutido abaixo.)
Um relacionado com a ambiguidade é pergunta com a forma polar, mas com a intenção de não ser. Eles são uma classe de questões que abrangem indirecta de actos de fala. A pergunta "você pode pegar a mostarda?" é um exemplo. No formulário e semântica, ele é um simples questão poler que pode ser respondidas com um "Sim, eu posso" ou "Não, eu não posso". Há, no entanto, um ato de fala indireto (que Clark chama de uma eletiva construal) que, opcionalmente, pode ser inferida a partir da pergunta: "por favor, passe a mostarda". Tais atos de fala indiretos despreza Grice's maxim of manner. A inferência, por parte do ouvinte é opcional, que pode, legitimamente, permanecem livres.
Clark descreve um estudo onde um pesquisador chamado cinquenta restaurantes em torno de Palo Alto, Califórnia, pedindo sem enfeite a pergunta "você aceita cartões de crédito?" As três formas de resposta foram:
- "Sim, nós o faremos." – O réu assumiu um simples sim, sem dúvida, tomando a forma de uma pergunta pelo valor de face.
- "Sim, nós aceitamos os cartões Visa e Mastercard." – O réu assumiu um simples sim, sem dúvida, mas não forneceu informações adicionais, como explicação ("A resposta é 'sim', porque nós aceitamos estes dois.") ou como antecipação ou inferência de uma nova solicitação de que cartões de crédito são aceitos.
- "Nós aceitamos os cartões Visa e Mastercard." – O demandado não só levou a questão a ser o ato de fala indireto, mas também do princípio de que a questão era não um sim, sem dúvida, apesar de sua forma e, portanto, não fornecem um sim–não responder a todos.[necessário esclarecer]

Outra parte do mesmo estudo foi a pergunta "você tem um preço em um quinto de Jim Beam?" De 100 comerciantes, 40 responderam "Sim". Uma não-resposta viés obrigou os pesquisadores a desconsiderarem a pergunta de pesquisa perguntando "você tem o Príncipe Albert?" pois, embora a intenção dos pesquisadores era observar se os mercadores, que ofereceram a marca de tabaco, tal como embalado em uma lata e/ou uma bolsa, os mercadores frequentemente desligavam o telefone, presumivelmente porque eles acreditavam ser vítimas de uma popular brincadeira chamada. trote.

## Respostas
De acordo com a Grimes, a resposta "sim" afirma uma resposta positiva e a resposta "não", afirma uma resposta negativa, independentemente da forma da pergunta. N entanto, um simples "sim" ou "não" em resposta a uma pergunta polar pode ser ambíguo em inglês. Por exemplo, um "sim" como resposta para a pergunta "Você não bateu em sua esposa?" pode significar "sim, eu não bater a minha esposa" ou "sim, eu bati na minha esposa", dependendo de se o entrevistado responder com a valor-verdade da situação ou para a polaridade utilizada na pergunta. A ambiguidade não existe nas línguas que empregam echo responce. Na língua Galesa, por exemplo, a resposta "ydw" ("eu") não tem nenhuma ambiguidade quando ele é usado para responder a uma pergunta.
Outras línguas também não seguem o costume, dada por Grimes, com respeito às respostas "sim" e "não". Na Nova Guiné Pidgin e Huichol, a resposta dada foi a lógica de polaridade expressa pela forma de uma pergunta. "Bai Renjinal i ranewe, o nogat", uma forma positiva de uma questão traduzido como "Reginald escapará?", é respondida com "sim" (ele vai escapar) ou "nogat" (discordância, ele não vai escapar). Formulada negativamente, no entanto, como "Bai Rejinal i no ranewe, o nogat?" ("Reginald não escapará?") os sentidos das respostas leva a polaridade oposta, para o inglês, a seguir, em vez disso, a polaridade da questão. Uma resposta de "sim" é a aceitação de que ele não irá escapar, e uma resposta de "nogayt" é um desacordo, uma declaração de que ele vai escapar.
Uma ambiguidade com questão polar, para além da polaridade, é a ambigüidade de um "ou exclusivo" ou "ou inclusivo". Convencionalmente, em inglês a questão polar  "ou" representa uma disjunção exclusiva. No entanto, como na frase "você gostaria de uma maçã ou uma laranja?" pergunta mencionado anteriormente, para que uma possível resposta, como um sim, sem dúvida, é "sim.", sim, sem dúvida, também podem ser tomadas para ser inclusiva disjunções. O informativeness de "ou" em questão é baixa, especialmente se a segunda alternativa, a questão é "alguma coisa" ou "coisas". O "exclusivo" e "inclusiva" pode ser determinada, muitas vezes, na língua falada (o alto-falante será, muitas vezes, menor o seu campo no final de um "exclusivo", ao contrário do levantamento-lo no final de uma "inclusiva", pergunta), mas é uma fonte frequente de humor para cientistas da computação e outros familiarizado com a lógica Booleana, que vai dar respostas como "sim" a perguntas como "você gostaria de frango ou de carne assada para o jantar?". No entanto, a ambiguidade não é restrito ao humor. A apple-ou-laranja questão pode ser legitimamente perguntar se quer queriam, por exemplo, e "você gostaria de uma maçã ou algo assim?" é, de fato, esperando um "sim" ou "não" como resposta adequada, ao invés de incluir a resposta "Algo" que uma disjunção exclusiva seria pedir.
Esta ambiguidade não existe apenas em inglês. Ele existe no Oeste da Groenlândia Kalaallisut, por exemplo. A pergunta "Maniitsu-mi Nuum-mi=luunniit najugaqar-pa" ("é que ele vive em Maniitsoq ou Nuuk?") é ambíguo se exclusiva ou inclusiva disjunção é destinado. Normalmente, isso é esclarecido por exemplo, se a pergunta é falada) ou a inclusão de um explícito pergunta-palavra como "sumi" ("onde").

## Sugestionabilidade
Questão polar acredita levar um pouco de sugestionabilidade de carga. Por exemplo, em resposta a questões sim-não, as crianças tendem a apresentar uma tendência de conformidade: estão em conformidade com a estrutura da pergunta, positivo ou negativo, respondendo da mesma forma.
Por exemplo, se em idade pré-escolar se pergunta: "este livro é grande?", eles tendem a responder "Sim, é". Mas se a eles é perguntado: "este livro não é grande?", eles são mais propensos a dizer, "Não, não".